# Cynic Paradise
Cynic Paradise — шестой студийный альбом шведской металической группы Pain, выпущен 31 октября 2008 года на немецком лейбле Nuclear Blast Records.
Два трека с альбома «Follow Me» и «Feed Us» записаны в дуэте с певицей из группы Nightwish Анетт Ользон. Диск 2 включает кавер-версию группы Depeche Mode и ремиксы. Обложка диска была создана известным художником Travis Smith (Devin Townsend, Amorphis, Opeth, Nevermore).

## Список композиций
1. «I’m Going In» — 3:16
2. «Monkey Business» — 4:05
3. «Follow Me» (при участии Анетт Ользон) — 4:17
4. «Have a Drink on Me» — 3:53
5. «Don’t Care» — 2:42
6. «Reach Out (and Regret)» — 3:55
7. «Generation X» — 4:18
8. «No One Knows» — 3:50
9. «Live Fast — Die Young» — 3:42
10. «Not Your Kind» — 4:10
11. «Feed Us» (при участии Анетт Ользон) — 4:14

Бонус-треки
1. «Behind the Wheel» (кавер-версия Depeche Mode) — 4:09
2. «Here Is the News» (кавер-версия Electric Light Orchestra) — 3:52
3. «Follow Me» (версия Peter vox) — 4:08
4. «Clouds of Ecstasy» (ремикс Bassflow) — 3:29
5. «No One Knows» (ремикс Rectifier) — 3:45

Spinefarm Records UK
1. «Follow Me» (версия Peter vox) — 4:08
2. «Clouds of Ecstasy» (ремикс Bassflow) — 3:29
3. «No One Knows» (ремикс Rectifier) — 3:45
4. «Trapped» — 3:40